# Corinna bulbula
Corinna bulbula là một loài nhện trong họ Corinnidae.
Loài này thuộc chi Corinna. Corinna bulbula được Frederick Octavius Pickard-Cambridge miêu tả năm 1899.